# ألفرد إم. كرايغ
ألفرد إم. كرايغ (بالإنجليزية: Alfred M. Craig)‏ هو قاضي ومحامي أمريكي، ولد في 15 يناير 1832 في باريس في الولايات المتحدة، وتوفي في 6 سبتمبر 1911 في غاليسبورغ في الولايات المتحدة.